# Клим Олег Іванович
Оле́г Іва́нович Кли́м (28 червня 1977 — 19 липня 2014) — солдат Збройних сил України, учасник російсько-української війни.

## Життєпис
Народився на Дніпропетровщині у селі Вільне Криничанського району, частину життя з батьками провів у Тернопільській області. Батько, Клим Іван Степанович — родом з Тернопільщини, мама — Федорчук Ганна Володимирівна — з Хмельниччини. Навчався в загальноосвітній школі села Іване-Пусте. Здобув середню спеціальну освіту в Ерастівському сільськогосподарському технікумі — агроном-плодоовочівник. Після закінчення навчання був призваним до служби в ЗСУ (в/ч А0281 з червня 1996 по жовтень 1997 року). Після демобілізації повернувся в Іване Пусте; працював у пожежній частині. 2005 року отримав диплом юриста — закінчив юридичний факультет Львівського державного національного університету ім. І. Франка. Працював в Пустомитівському районі; там зустрів Мирославу Кіндрачук. В липні 2007 року у сім'ї народилась донька. З 2009 року проживав у Щирці, 2012 року почав займатися адвокатською діяльністю.
Доброволець, призваний навесні 2014 року; оператор протитанкового взводу, 95-а окрема аеромобільна бригада. З квітня брав участь у боях на сході України. Від середини травня перебував під Слов'янськом.
19 липня того ж року загинув під Лисичанськом. Тоді ж померли капітан Савченко Максим Сергійович, сержант Пушанко Артур Олександрович, старший солдат Бурлак Микола Михайлович та солдат Ляпін Юрій Олегович.
Вдома залишилися дружина Мирослава та 7-річна дочка Ольга, тітка Наталія. Похований 25 липня, востаннє стрічала Героя в Щирці численна громада зі священниками та церковним братством. Односельці згадують Олега Клима як доброго господаря, порядну людину та ревного християнина.

## Нагороди та вшанування
- 14 листопада 2014 року за особисту мужність і героїзм, виявлені у захисті державного суверенітету та територіальної цілісності України, вірність військовій присязі під час російсько-української війни, відзначений — нагороджений орденом «За мужність» III ступеня (посмертно).
- 24 серпня 2015 року в Іване-Пустенській школі І—ІІІ ступенів Борщівського району Тернопільської області, де навчався Олег, відкрито меморіальну дошку.